# Râttaouy
Râttaouy ou Rattaoui est une déesse de la mythologie égyptienne.
Elle représentait à l'origine le côté féminin du soleil, symétrique du dieu Rê. Elle devient ensuite une divinité à part entière, parèdre de Montou à Erment. Dans la triade de Médamoud elle est l'épouse de Montou et la mère de Harparê.

## Origines
Au moins à partir de la Ve dynastie, Râttaouy est le pendant de Rê depuis le début et n'a pas eu d'origine séparée. Bien qu'elle ait été appelée la « dame du ciel et de la terre », après la Ve dynastie, elle n'a jamais atteint l'importance d'Hathor, qui était alors également considérée comme l'épouse de Rê (ou, dans d'autres mythes, sa fille).

## Culte
Râttaouy était également considérée comme une épouse de Montou, et elle formait une triade avec lui et Harpocrate à Karnak et Médamoud. Son jour de fête était le quatrième mois (Mésori) de Chémou (la saison des moissons).
Les centres de son culte étaient à Médamoud, Tôd et Thèbes. Un manuel démotique de l'époque romaine contenant des hymnes à Râttaouy a survécu sous forme de fragments.

## Iconographie
Remplacée par Isis dans la littérature après la Ve dynastie, comme Osiris prend le trône de Rê, les images de Râttaouy sont rares. Lorsqu'elle est représentée, c'est sous la forme d'une femme avec des cornes de vache tenant un disque solaire sur sa tête, semblable à la coiffe d'Hathor. La coiffe est ornée d'un uræus ou de plumes.